# SN 2007bg
SN 2007bg – supernowa typu Ic odkryta 16 kwietnia 2007 roku w galaktyce A114926+5149. W momencie odkrycia miała maksymalną jasność 17,70m.